# Киф, Шелдон
Шелдон Киф (род. 17 сентября 1980 года) — канадский профессиональный хоккейный тренер и бывший игрок. В настоящее время он является главным тренером клуба Национальной Хоккейной Лиги «Нью-Джерси Девилз».

## Карьера

### Игровая
На драфте НХЛ 1999 года был выбран во 2-м раунде под общим 47-м номером клубом «Тампа-Бэй Лайтнинг». В сезоне 1999/2000 за «Барри Кольтс» заработал 121 очко (48+73), став одним из результативных игроков. Играл в НХЛ за «Тампа-Бэй Лайтнинг» в течение трёх сезонов. В дальнейшем играл за фарм-клубы, после чего завершил игровую карьеру в возрасте 24 лет.

### Тренерская
Начал тренировать в возрасте 25 лет клуб «Пемброк Ламбер Кингз», работая до этого в команде помощником главного тренера. С работой в клубе связаны успехи команды, как пять подряд чемпионств Восточной лиги. Затем он работал с «Су-Сент-Мари Грейхаундз» и «Торонто Марлис»; с «Марлиз» он выиграл в 2018 году Кубок Колдера.
С 20 ноября 2019 года является главным тренером клуба Национальной Хоккейной Лиги «Торонто Мейпл Лифс».

## Семья
Его младший брат Адам Киф в настоящее время является главным тренером чемпионов Элитной хоккейной лиги «Белфаст Джайантс»